# Uniform m/1792

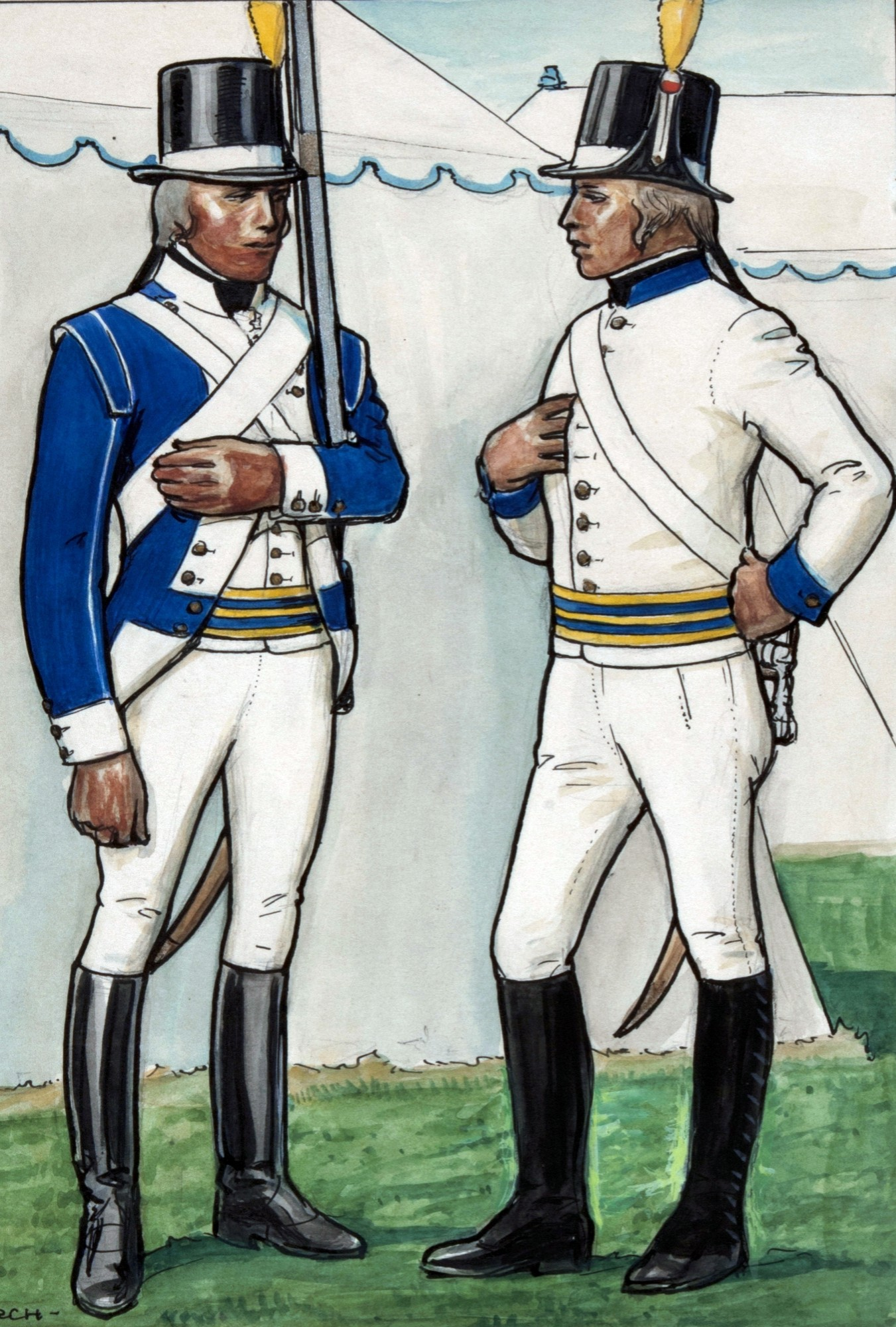
Uniform m/1792 för meniga vid Hälsinge regemente. Livmundering till vänster och släpmundering till höger. Teckning av Einar von Strokirch.

Uniform m/1792 var ett uniformssystem som användes inom Krigsmakten, och som var en vidareutveckling av uniform m/1779. Den användas fram till uniform m/1801 och uniform m/1802 infördes. Dock förekom smärre ändringar under tiden fram till upphörandet.

## Utformning
Uniformen fastställdes först för Svea Livgarde. Hela infanteriet skulle ha rabatter med knappar och öppna knapphål, jackan kunde endast knäppas mitt på, i vissa fall användes inte knapparna för stängning utan endast hyskor. Jackan förlängdes på så sätt att skörten nedanför den sista knappraden nu skulle vara 9 cm långa. Samma längd hade den framtill uppvikta skörtfliken, som var fäst i höjd med midjan.
Skillnaden mellan uniformer för soldater och officerare var att officerarnas uniformer var gjorda av material av högre kvalitet, samt att officerarna även bar en vit armbindel runt vänster överarm. Denna armbindel var ett minne från Gustav III:s oblodiga revolution i augusti 1772 och den blev en del av den svenska officersuniformen till 1809.
Stibletter och skor ersatte charivaderna och kängorna som ingick i Uniform m/1779. Även manskapet fick nu skärp, tidigare hade detta enbart varit förbehållet befälet. Skärpet var vävt i gult och blått. Uniformshattarna däremot behölls från tidigare reglemente, så den sengustavianska formen behölls. Dessa hattar var runda och höga med rak kulle. Officerarna skulle som prydnad ha guld eller silvergalon i hatten. På ena sidan skulle hatten vara uppfäst med en knapp. Vidare guld eller silverträns där en ståndare eller sultan av gula fjädrar skulle fästas. För underofficerare och manskap såg hatten ut som tidigare. Denna hatt benämns i utlandet som den ”svenska hatten”
En annan nyhet var att ringkragen som befälstecken avskaffades, och istället infördes epåletter, som svenska gradbeteckningar.
År 1793 infördes instruktion om en släpmundering som skulle sys i grå eller vit vadmal, och skulle användas vid övning och arbete. Livmunderingen skulle enbart användas vid parad, och i strid.
År 1794 infördes för officerarna en uniformsfrack som skulle användas utom tjänsten, och vid hovet. Denna frack skulle vara mörkblå, med uppslag, krage och foder i samma färg som de västar man använda vid regementet.

## Förteckning över persedlar
Lista över de persedlar som användes inom uniformssystemet.
| - Vapenrock m/1792 - Stibletter | - Knäbyxa m/1792 - Väst m/1792 | - Hatt m/1779 - Skärp m/1792 |

## Bilder och porträtt

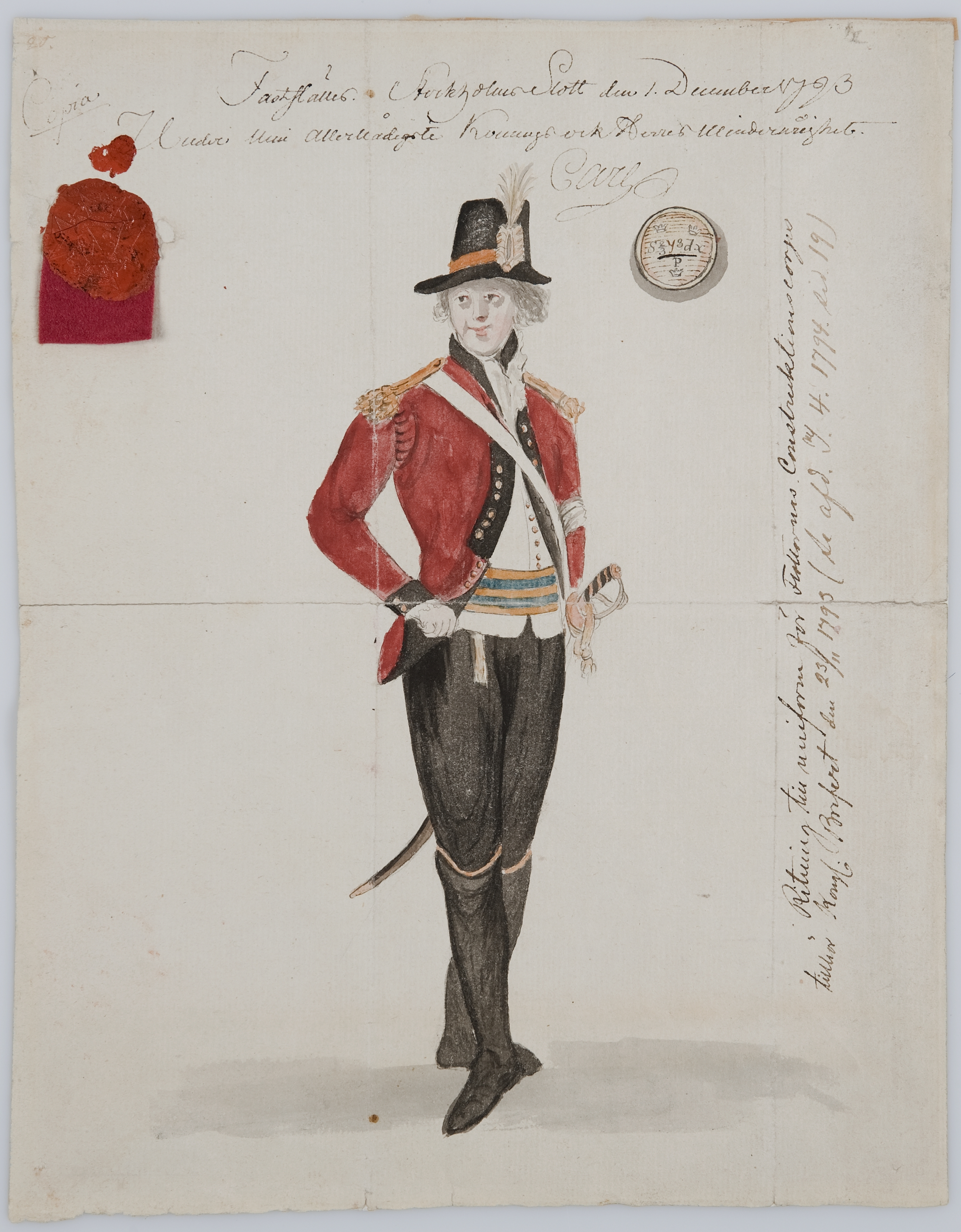
Uniformsskiss från november 1793, som visar en officersuniform m/1792 vid Flottans konstruktionskår.
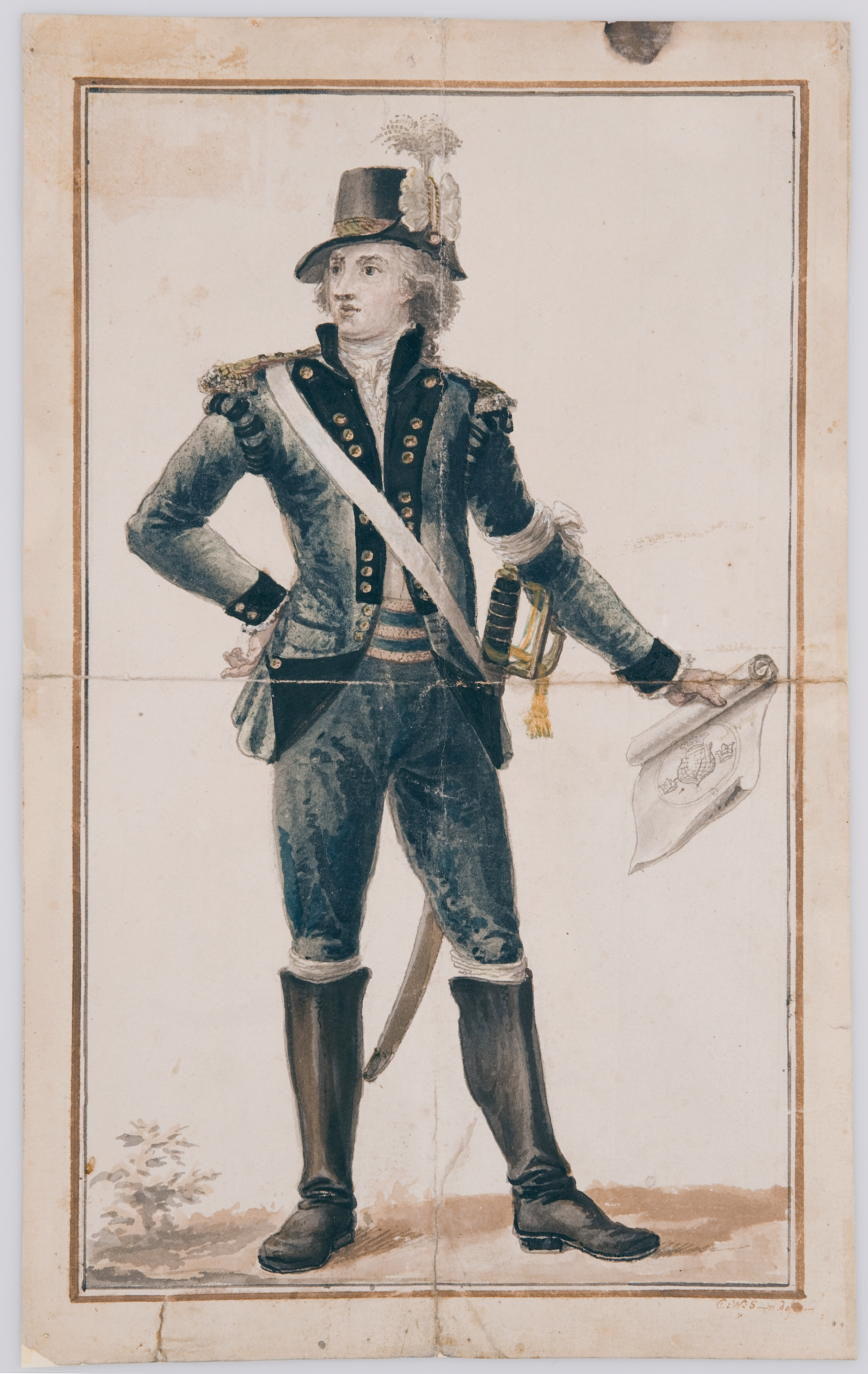
Officersuniform för en skeppsbyggmästare vid flottan.
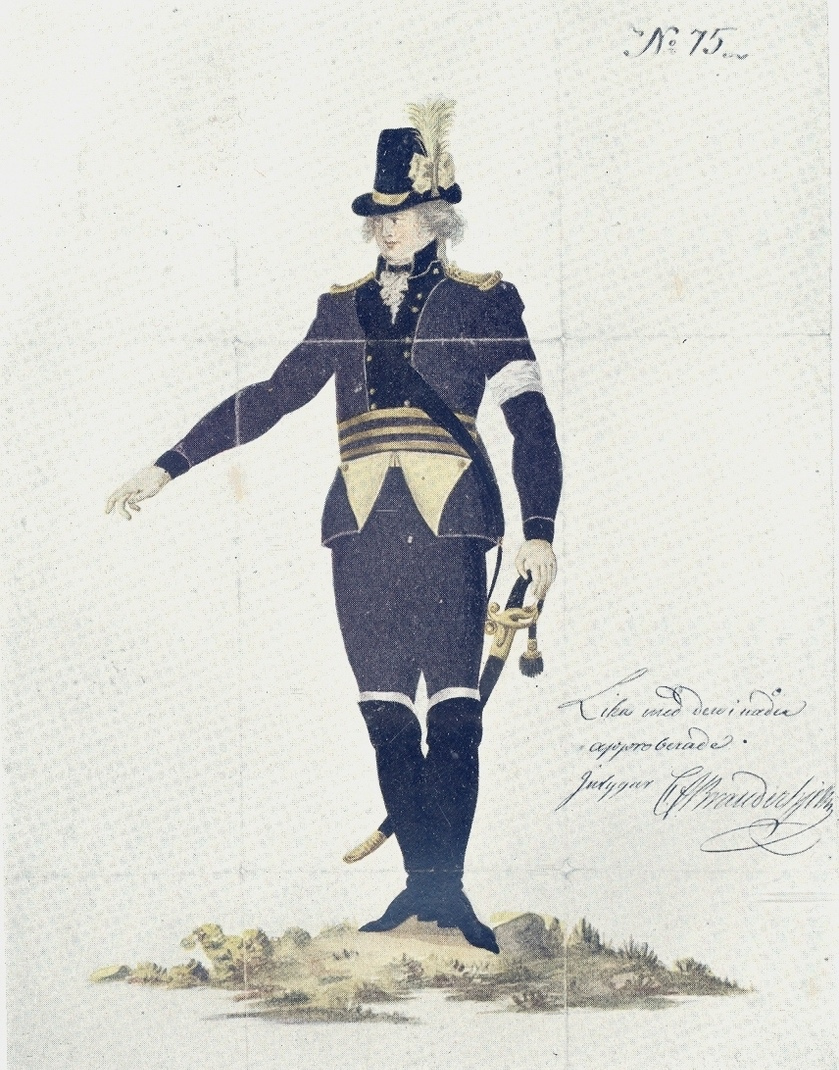
Officersuniform för Fortifikationen.
Gustav IV Adolf iförd Svea Livgardes uniform m/1792.
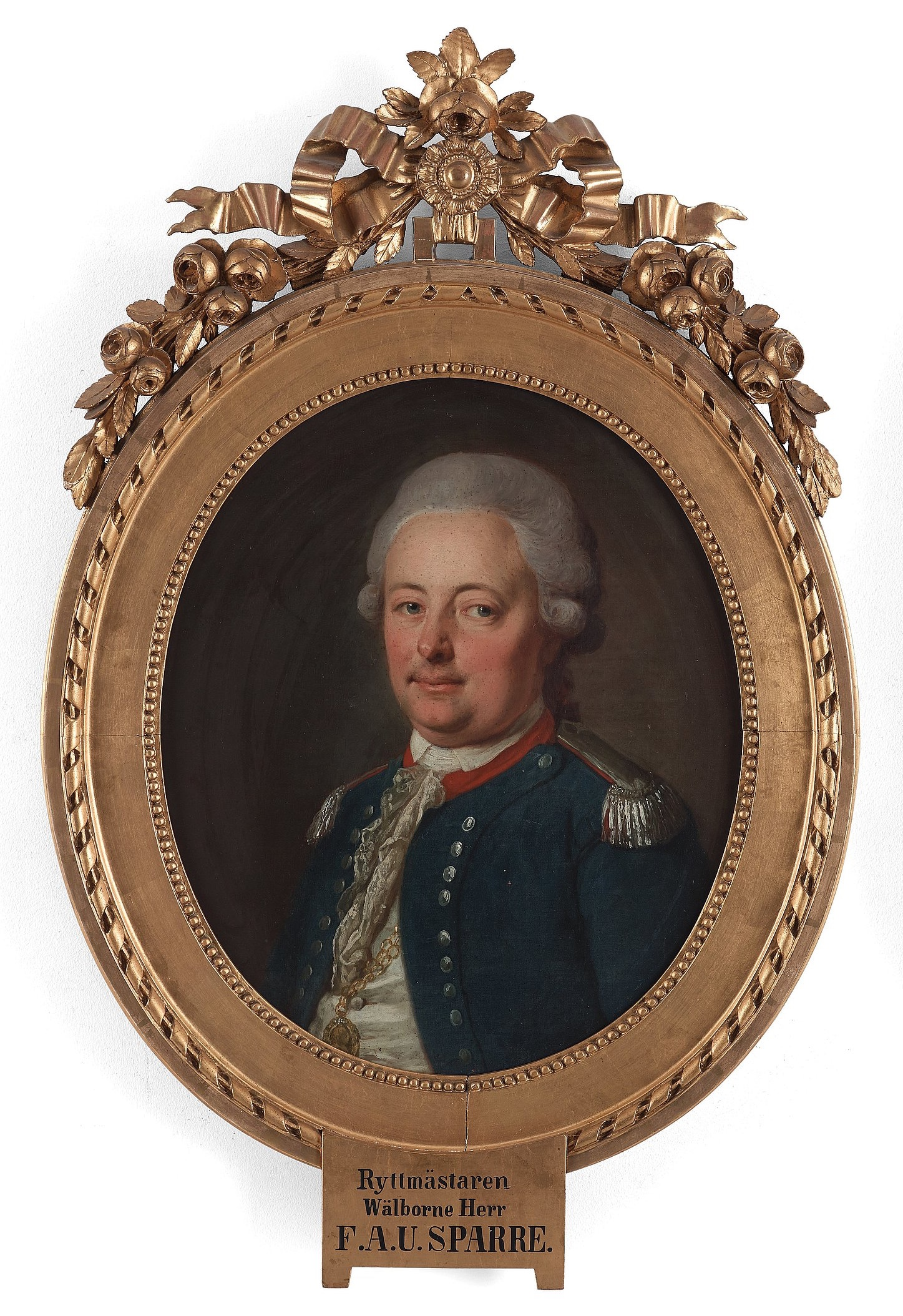
Fredrik Adolf Ulrik Sparre i uniform m/1792 för en ryttmästare.
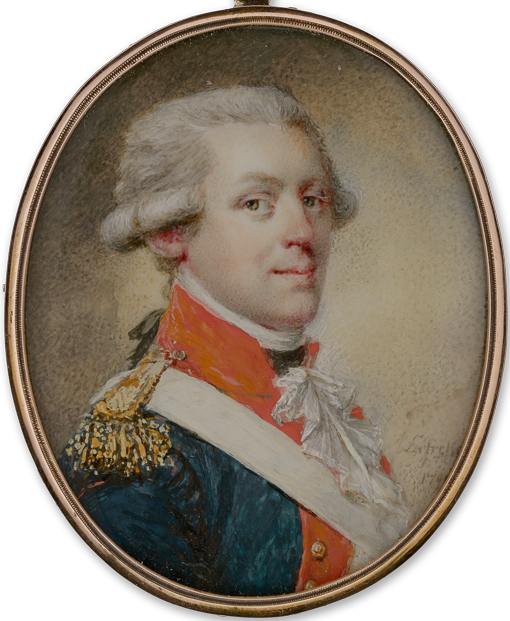
Lennart Reuterskiöld i uniform m/1792 för en kapten vid Änkedrottningens livregemente.
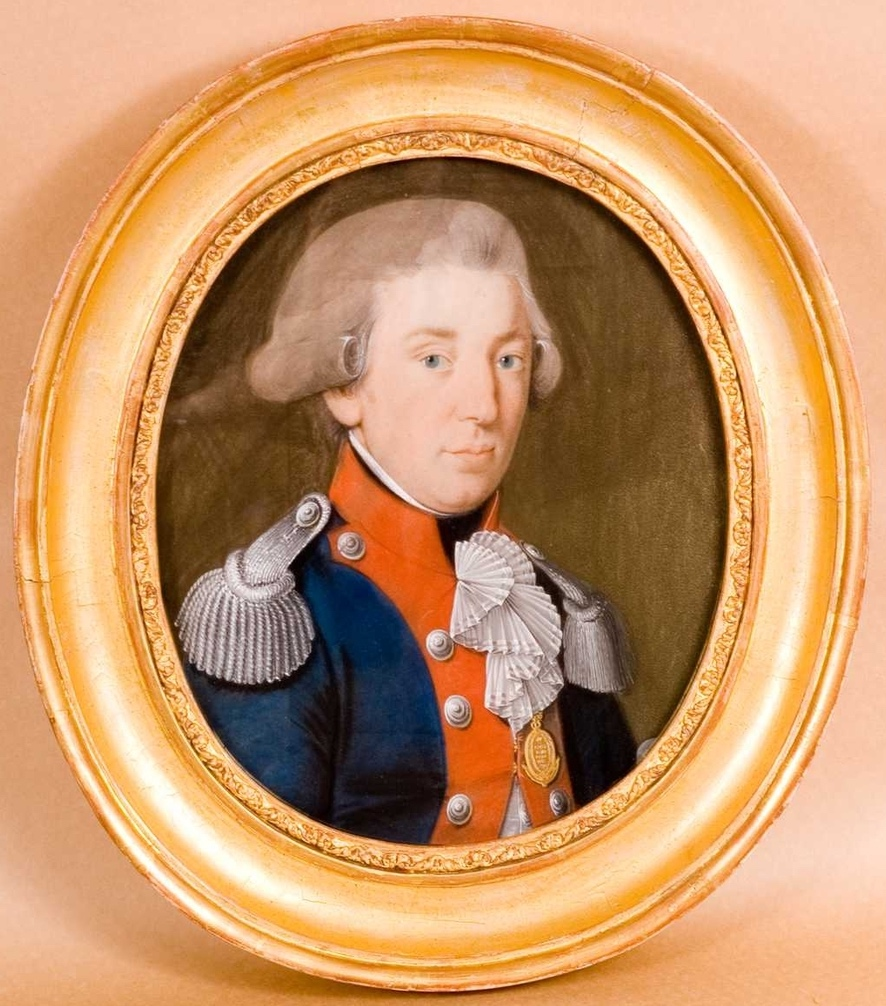
Alexander Moritz von Schmitterlöw i uniform m/1792 för en kapten vid Psilanderhielmska regementet.
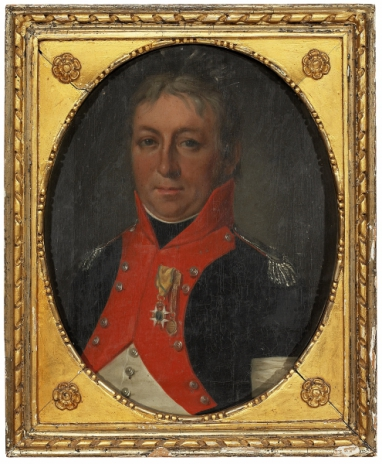
Major Vilhelm Ludvig von Qvillfelt i uniform m/1792 för en major vid Psilanderhielmska regementet.
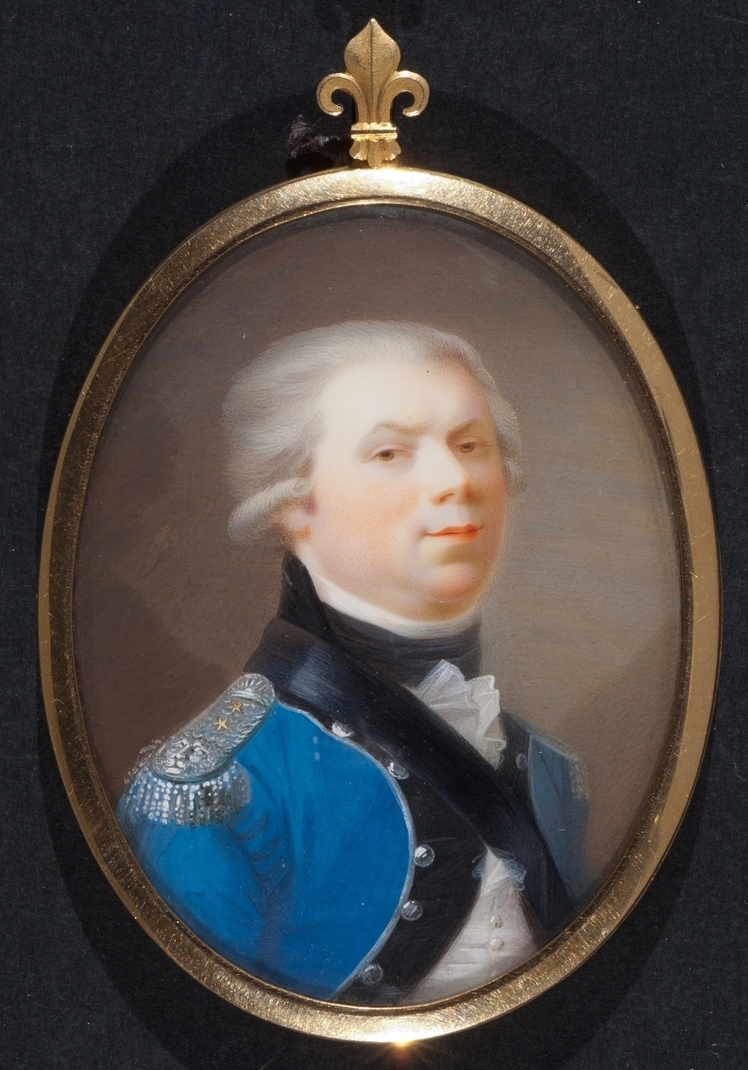
Gustaf Adolf Lilljehorn i uniform m/1792 för en major vid Adelsfanan.
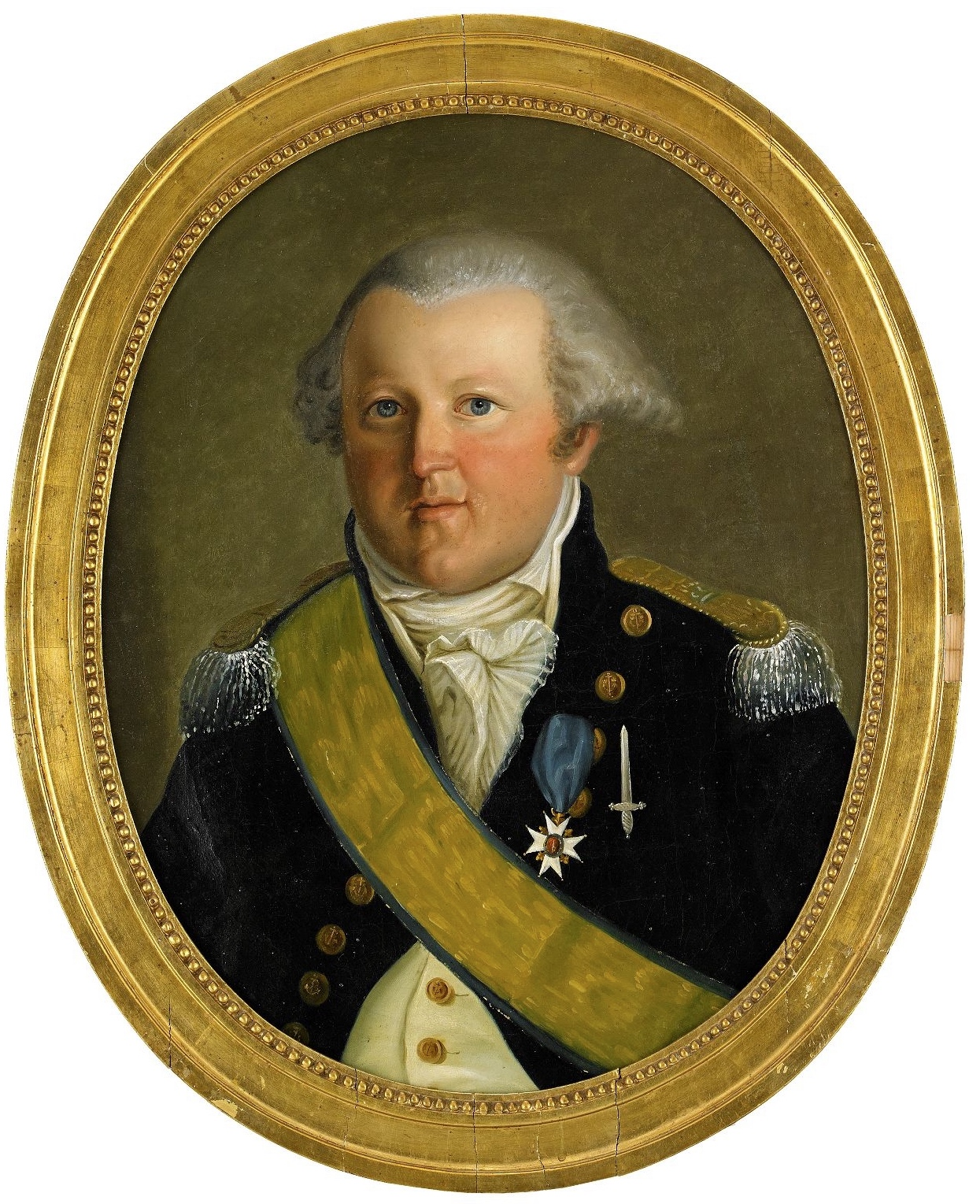
Johan af Puke i uniform m/1792 för en konteramiral i flottan.
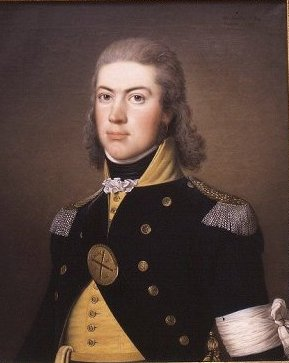
Gustaf Aminoff iförd uniform m/1792 för en major i Karelska dragonkåren. Målning från 1799 av Adolf Ulrik Wertmüller.
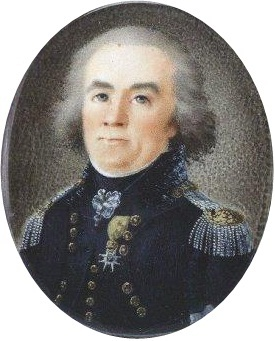
Anders Johan Sjöman iförd uniform m/1792 för en officer vid Arméns flotta. Målning från ca 1795 av Emanuel Thelning.
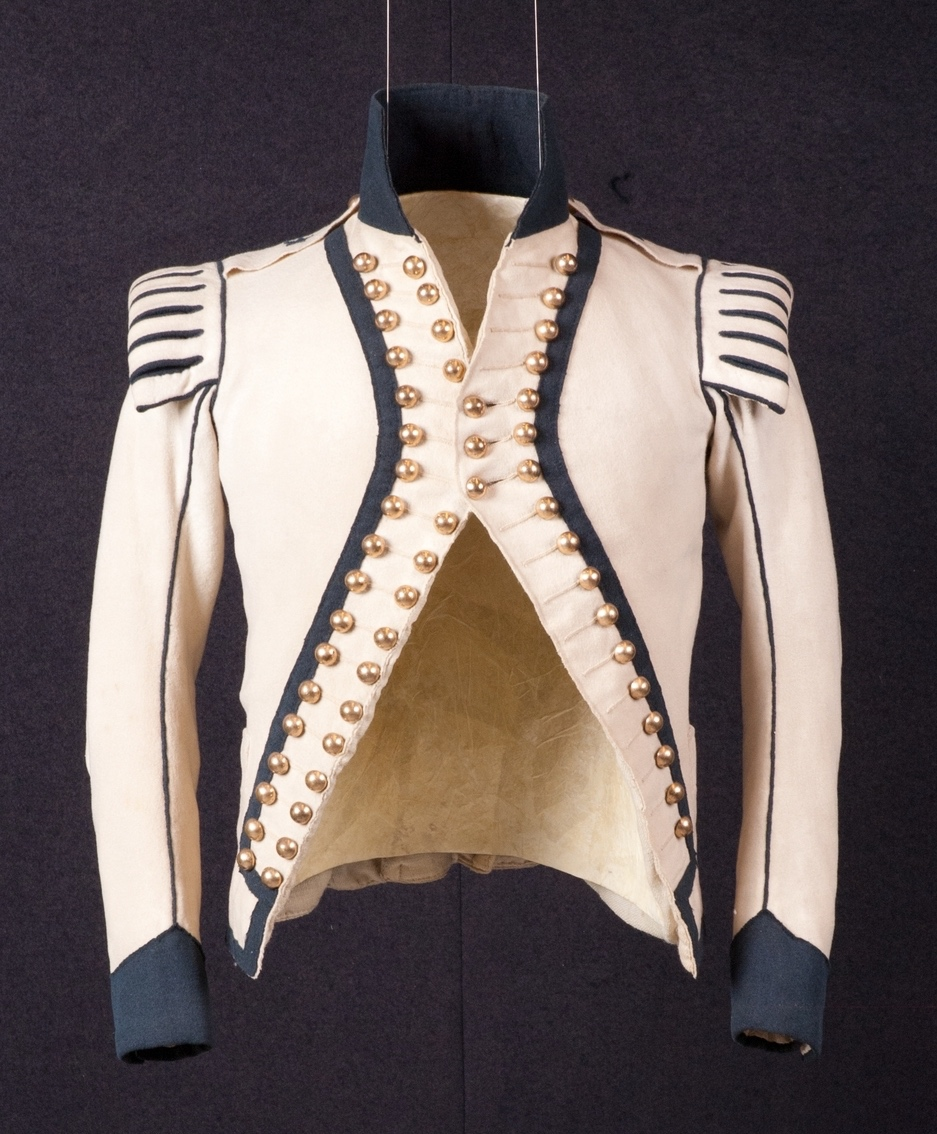
Uniformsjacka m/1792 för Lätta dragonerna av Livgardet.
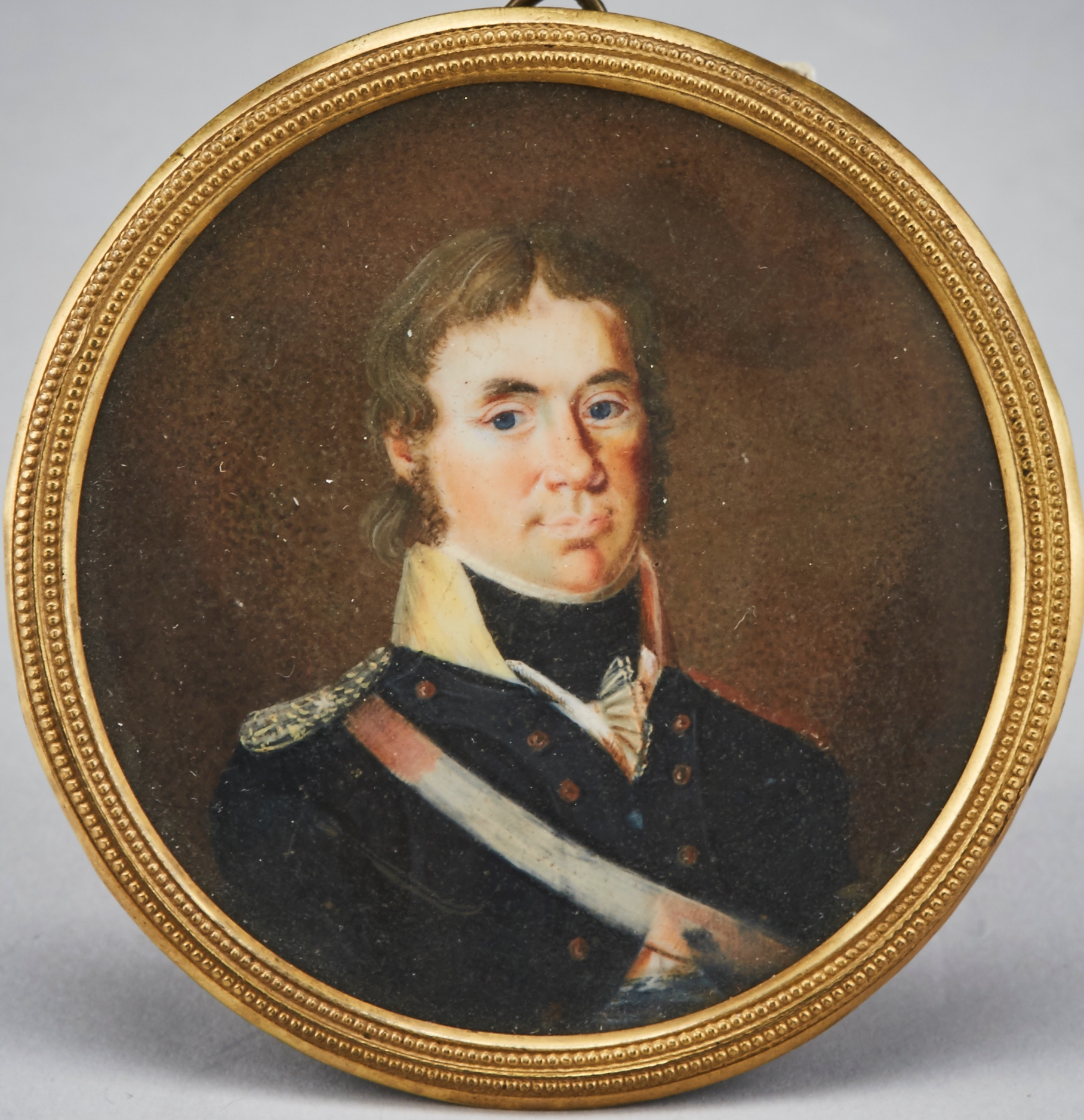
Porträtt av okänd officer (löjtnant) vid Göta artilleriregemente, i uniformsmodellen.
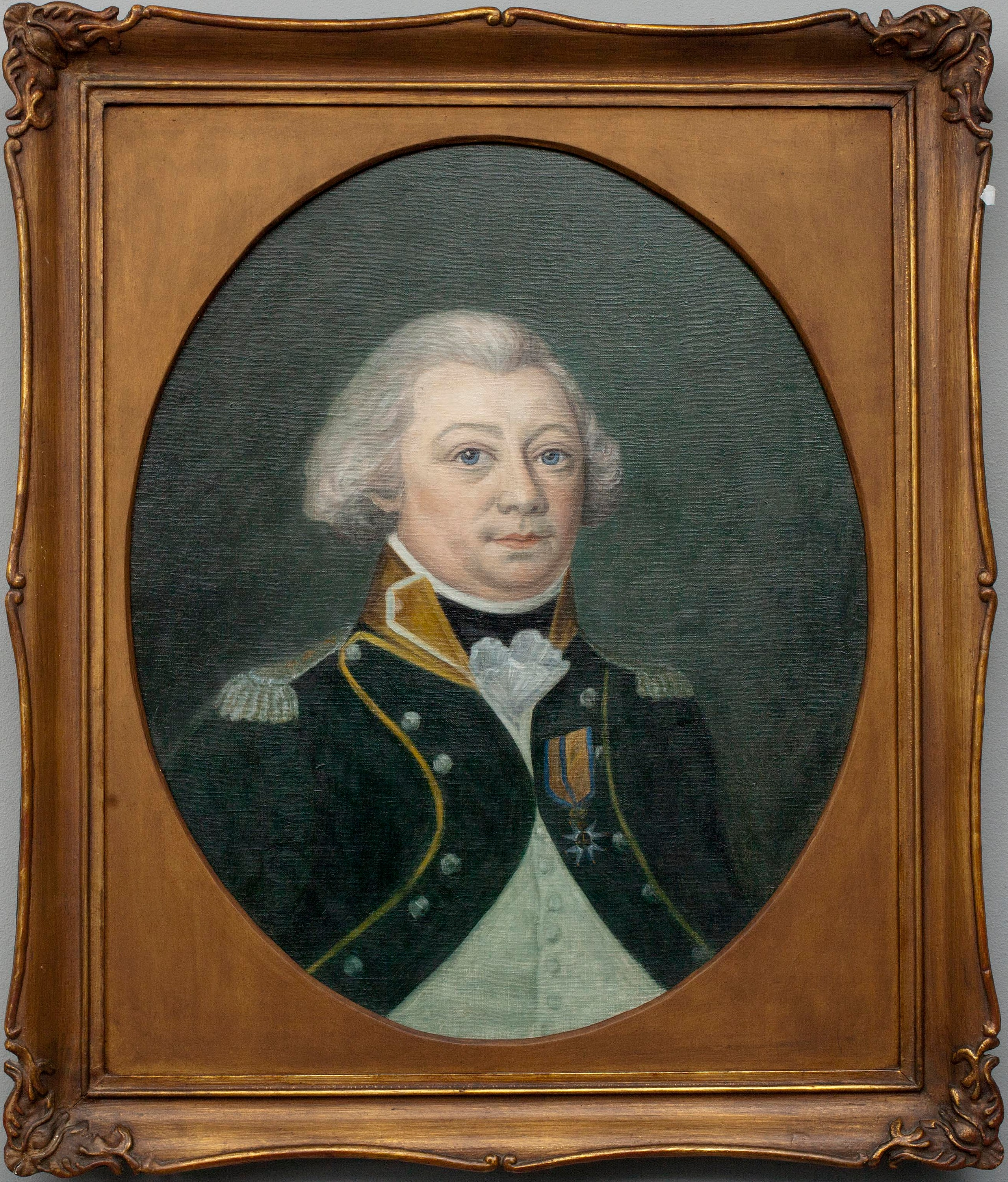
Otto Carl von Fieandt (1758-1825) avporträtterad ca 1795, iklädd uniform m/1792 för Tavastehus läns infanteriregemente.